# Bernauer Straße
Bernauer Straße – ulica w Berlinie, w Niemczech, w dzielnicach Gesundbrunnen i Mitte w okręgu administracyjnym Mitte oraz w dzielnicy Prenzlauer Berg w okręgu administracyjnym Pankow. Została wytyczona na przełomie XIII i XIV wieku, liczy 1,64 km. Nazwa jej pochodzi od miasta Bernau bei Berlin.
Przy ulicy znajduje się m.in. Gedenkstätte Berliner Mauer (Miejsce Pamięci Mur Berliński) i stacja metra linii U8 Bernauer Straße.